# 学校法人藤ノ花学園
学校法人藤ノ花学園（がっこうほうじんふじのはながくえん）とは、愛知県豊橋市に本部をおく学校法人。

## 概要
1902年に伊藤卯一によって創立された豊橋裁縫女学校を源流とする。

## 沿革
- 1902年 - 伊藤卯一が現在の豊橋市八町通三丁目に豊橋裁縫女学校を設立。
- 1927年 - 文部大臣より財団法人として認可を受ける。
- 1931年 - 校名を豊橋高等裁縫女学校と改称。
- 1932年 - 校舎を豊橋市老松町の現・藤ノ花女子高等学校校地へ移転・拡張。
- 1935年 - 旧実業学校令により、校名を豊橋高等家政女学校と改称。
- 1946年 - 旧高等女学校令により、校名を豊橋藤花高等女学校と改称。
- 1948年 - 学制改革により校名を藤ノ花女子高等学校と改称。
- 1951年 - 学校法人として組織変更の認可を受ける。
- 1983年 - 豊橋市牛川町に豊橋短期大学を開学。
- 1996年 - 豊橋市牛川町に豊橋創造大学を開学。豊橋短期大学を豊橋創造大学短期大学部に名称変更。
- 2000年 - 豊橋創造大学大学院を開設。

## 設置校
- 豊橋創造大学
- 豊橋創造大学短期大学部
- 藤ノ花女子高等学校